# ハピえいご
ハピえいごは、NHK教育テレビジョンで2010年8月29日から9月26日まで放送されていたテレビ番組。

## 概要
ミュージカルで英語を学ぶ、小学生のための英語番組。全5回。
舞台は牛乳屋さん一家「モーモーファミリー」。歌と踊りをふんだんに取り入れたミュージカルスタイルで構成し、番組の最後にキーフレーズを盛り込んだ曲を披露する。
学校放送のパイロット番組として、小学校の英語教育が必修になる2011年度直前に放送されたが、レギュラー番組になることはなかった。

## 放送時間
- 日曜日17:50-18:00

## 出演者
MooMoo Family SHOW
- MooMoo Papa：ジョージ・ウィリアムズ
- MooMoo Mama：SHANTI
- MooMoo Boy：石河ウィンデン健
- MooMoo Girl：キッド映恋
- MooMoo Grandpa：渡辺哲
- MooMoo Uncle：エリック・ゼイ
- MooMoo Fireman：ユージ

スチュアートオーのえいごラボ
- スチュアート・オー

えご時代
- 滝下省吾、草間明希、吉田達也、鎌倉道彦、藤田善宏、山本光二郎、内田勝正、久保晶

## 放送リスト
| 回       | キーフレーズ | 放送日        |
| -------- | ------------ | ------------- |
| Episode1 | Trust me.    | 2010年8月29日 |
| Episode2 | Please.      | 2010年9月05日 |
| Episode3 | Which one?   | 2010年9月12日 |
| Episode4 | Really?      | 2010年9月19日 |
| Episode5 | Excuse me.   | 2010年9月26日 |